# Parlamentswahl in Åland 1987
- SOC: 4
- Gröna: 2
- C: 9
- LIB: 8
- FS: 5
- ObS: 2

Die Parlamentswahl in Åland 1987 fand am 18. Oktober 1987 statt.

## Wahlsystem
Die Wahl der 30 Mitglieder des Lagting erfolgte durch Verhältniswahlrecht, wobei die Sitze nach den D’Hondt-Verfahren ermittelt wurden.

## Parteien
Folgende sieben Parteien traten zur Wahl an:
| Partei | Partei                                                | Ausrichtung           |
| ------ | ----------------------------------------------------- | --------------------- |
|        | Åländisches Zentrum Åländsk Center (C)                | sozialliberal         |
|        | Liberale auf Åland Liberalerna på Åland (LIB)         | liberal               |
|        | Freisinnige Zusammenarbeit Frisinnad Samverkan (FS)   | liberal, konservativ  |
|        | Ålands Sozialdemokraten Ålands Socialdemokrater (SOC) | sozialdemokratisch    |
|        | Ungebundene Sammlung Obunden Samling (ObS)            | konservativ, souverän |
|        | Grüne auf Åland Gröna på Åland (Gröna)                | grün                  |
|        | Freies Åland Fria Åland (FÅ)                          | sezessionistisch      |

## Wahlergebnis
| Partei                                  | Partei                          | Stimmen | Stimmen | Stimmen | Sitze  | Sitze |
| Partei                                  | Partei                          | Anzahl  | %       | +/−     | Anzahl | +/−   |
| --------------------------------------- | ------------------------------- | ------- | ------- | ------- | ------ | ----- |
|                                         | Åländisches Zentrum (C)         | 3.063   | 28,7    | −6,9    | 9      | −2    |
|                                         | Liberale auf Åland (LIB)        | 2.530   | 23,7    | −5,2    | 8      | −1    |
|                                         | Freisinnige Zusammenarbeit (FS) | 1.839   | 17,3    | +0,7    | 5      | ±0    |
|                                         | Ålands Sozialdemokraten (SOC)   | 1.489   | 14,0    | −2,5    | 4      | −1    |
|                                         | Ungebundene Sammlung (ObS)      | 750     | 7,0     | +7,0    | 2      | +2    |
|                                         | Grüne auf Åland (Gröna)         | 709     | 6,7     | +6,7    | 2      | +2    |
|                                         | Freies Åland (FÅ)               | 280     | 2,6     | +2,6    | —      | —     |
|                                         | Gesamt                          |         | 100,0   |         | 30     |       |
| Quelle: Parties and Elections in Europe |                                 |         |         |         |        |       |